# Malek Boutih
Malek Boutih (geboren 27. Oktober 1964 in Neuilly-sur-Seine) ist ein französischer Politiker.

## Leben
Abdelmalek Boutih stammt aus einer algerischen Immigrantenfamilie. Er studierte Rechtswissenschaft an der Universität Paris-Nanterre und Journalismus an der École supérieure de journalisme de Paris. Boutih wurde 1984 Mitglied und 1985 Vizepräsident der von der Parti socialiste (PS) unterstützten antirassistischen Organisation SOS Racisme. Von 1999 bis 2003 war er deren Präsident. Mitglied der PS wurde er 1986. 2003 wurde er hauptberuflicher Parteisekretär der PS und 2008 Mitglied des Parteivorstandes.
2004 verfasste er einen Bericht zur Immigration, Une nouvelle politique de l'immigration. 2007 kandidierte er erfolglos bei den Parlamentswahlen. Boutih wurde bei den Wahlen 2012 im Département Essonne in die Nationalversammlung gewählt.
2015 leitete Boutih eine vom Präsidenten der Republik eingesetzte Kommission zum Thema der islamistischen Radikalisierung der Jugend und legte den Bericht Génération radicale vor.
Er erhielt 2001 den Ordre national du Mérite.

## Schriften (Auswahl)
- La France aux Français ? Chiche !. Einleitung Élisabeth Lévy. Paris : Éditions Mille et une nuits, 2001 ISBN 978-2-84205-564-6
- Itinéraire d'un enfant d'émigrés. Paris : Le Cherche midi, 2004
- La violence des quartiers : naissance d'une contre-société. Paris : Jacob, 2012